# My Little Sister

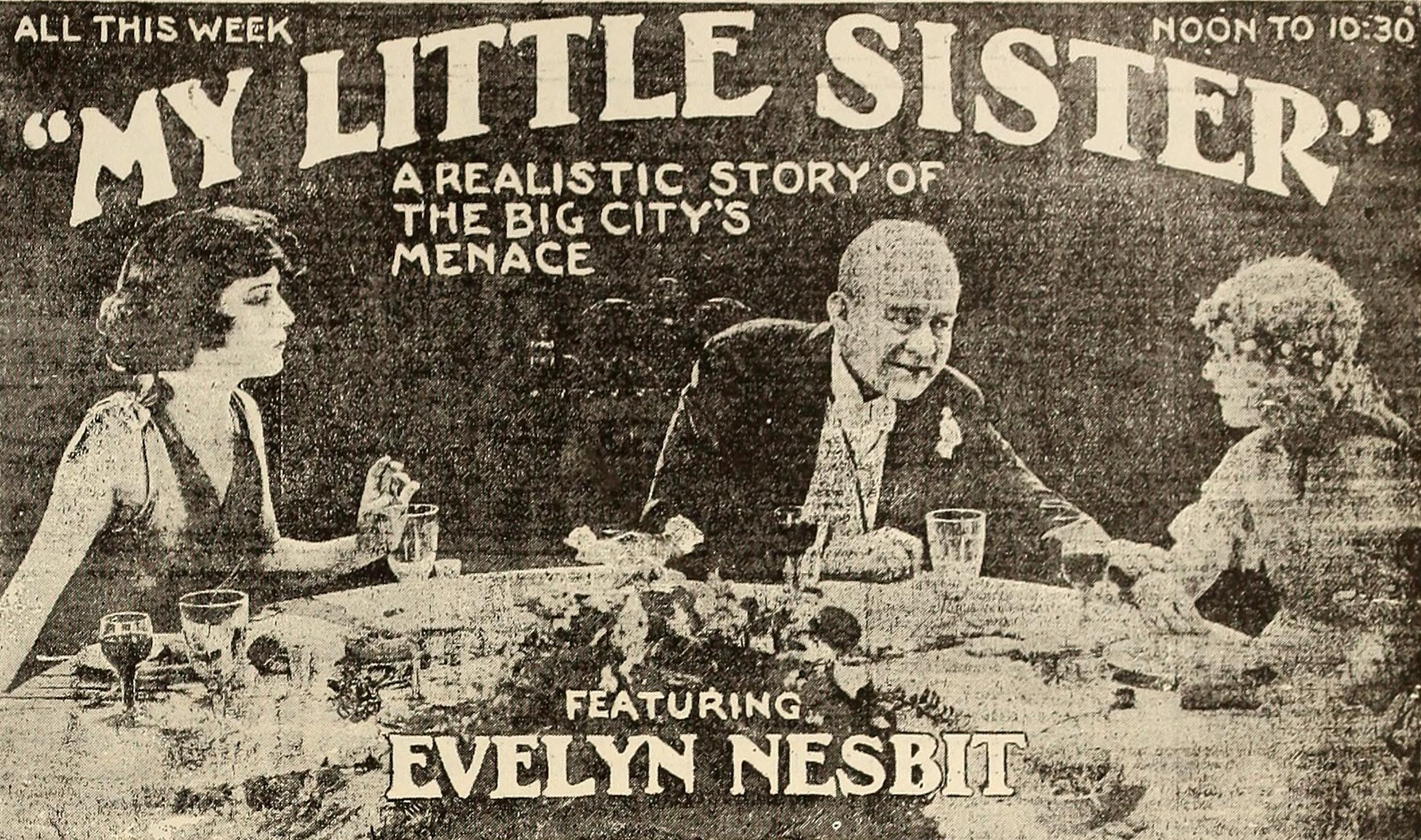

My Little Sister è un film muto del 1919 sceneggiato e diretto da Kenean Buel.

## Produzione
Il film fu prodotto dalla Fox Film Corporation.

## Distribuzione
Distribuito dalla Fox Film Corporation, il film uscì nelle sale cinematografiche USA il 15 giugno 1919.